# Walther Bothe
Walther Wilhelm Georg Bothe (født 8. januar 1891, død 8. februar 1957) var en tysk atomfysiker, der modtog nobelprisen i fysik i 1954 sammen med Max Born for sit arbejde med Comptonspredning, kosmisk stråling og partikel-bølge dualitet.